# 伍德鎮區 (密蘇里州賴特縣)
伍德鎮區（英語：Wood Township）是位於美國密蘇里州賴特縣的一個行政鎮區。

## 地方資料
伍德鎮區的面積為169.86平方千米，當中陸地面積為169.76平方千米，而水域面積為0.13平方千米。根據2020年美國人口普查的數據，當地共有人口1568人，而人口密度為每平方千米9.23人。